# Cornus racemosa
Cornus racemosa es un arbusto nativo del sureste de Canadá y el noreste de Estados Unidos. Es un miembro del género Cornus y la familia Cornaceae.

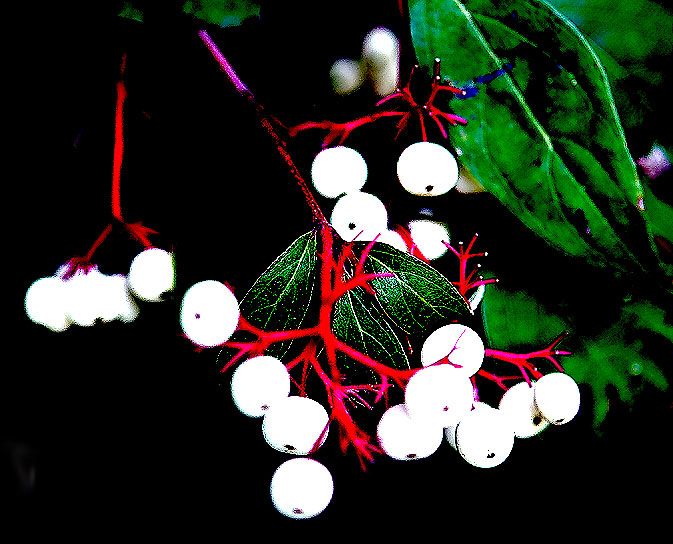
Frutos

## Descripción
Las plantas pueden producir muchos tallos y ventosas, con tallos más viejos, que puede alcanzar los 5 metros de altura, con corteza gris distintiva. La planta crece en posición vertical con un hábito redondeado y hojas dispuestas en oposición y las flores que nacen terminales. Las flores blancas son pequeñas, con cuatro pétalos , y agrupadas en racimos redondeados, de 50 mm de ancho llamados panículas cimosas, producidas en mayo y principios de junio. Después de la floración, los frutos verdes que se producen se tornan blancos al final del verano. Los frutos blancos, o drupas , están unidos a la planta con pedicelos de color rojo brillante. Muchas especies de aves se alimentan de los frutos. Las ramas viejas crecen lentamente, mientras que los nuevos tallos están creciendo rápidamente. En el otoño el follaje puede asumir un color rojizo o violáceo, a pesar de que no es demasiado vistosa desde la distancia. 

## Taxonomía
Cornus racemosa fue descrita por Jean-Baptiste Lamarck y publicado en Encyclopédie Méthodique, Botanique 2(1): 116. 1786.
Sinonimia
- Cornus comosa Raf.
- Cornus foemina subsp. racemosa (Lam.) J.S.Wilson
- Cornus paniculata L'Hér.
- Svida racemosa (Lam.) Moldenke
- Swida racemosa (Lam.) Moldenke
- Thelycrania racemosa (Lam.) Tsitsin[2]